# Севернокримски канал
Севернокримският канал (на украински: Північно-Кримський канал; на руски: Северо-Крымский канал) е канал за напояване и водоснабдяване, построен през 1961 – 1971 г. за осигуряване на вода в сухите територии на Херсонска и Кримска области на Украинската ССР с водозахранване от язовир „Каховка“, специално построен в долното течение на Днепър и напълнен през 1955 – 1958 г. Каналът има няколко разклонения и обикновено е пълноводен от март до декември.
Подготовката за строителството му започва през 1957 г., скоро след като Крим е прехвърлен от РСФСР на Украинската ССР през 1954 г. Построяването му е завършено на три етапа. Открит е официално под името „Севернокримски канал на името на Ленинския комсомол на Украйна“. Широчината му е 150 метра, а дълбочината – 7 метра. Средногодишният му отток е 380 m3/s, като повечето от водата (80%) отива в посока Крим. Максималният възможен технически отток е до 500 m3/s, което е около 30% от оттока на река Днепър.
Повечето от водата се използва за селскостопански нужди (около 60% за отглеждане на ориз) и промишленото развъждане на риби. До 2013 г. каналът осигурява между 80 и 87% от водата на Кримския полуостров.
След като Русия анексира Крим през април 2014 г., подаването на вода от Днепър към Кримския полуостров е прекратено от украинските власти. Попадналите под руски контрол части от канала започват да се използват за улавяне на подземни води от североизточните райони на Крим.
На 24 февруари 2022 г. Русия предприема пълномащабно нападение срещу Украйна, в хода на което руските щурмови отряди успяват да отпушат Севернокримския канал и възстановяват подаването на вода към Кримския полуостров.
През юни 2023 г. язовирната стена на язовир „Каховка“ е взривена, поради което водоподаването към Севернокримския канал е спряно.